# John Brunner
Pour les articles homonymes, voir Brunner.
Œuvres principales
- Tous à Zanzibar (1968)
- L'Orbite déchiquetée (1969)

John Brunner, né le 24 septembre 1934 à Wallingford en Angleterre et mort le 26 août 1995  à Glasgow en Écosse, est un écrivain britannique de science-fiction.

## Biographie
Il est né dans l'Oxfordshire et a fait ses études à Cheltenham College. Il a écrit son premier roman, Galactic Storm, à 17 ans sous le nom de Gill Hunt mais n'a commencé à écrire de manière professionnelle que vers 1958.
Il a débuté par des space operas conventionnels avant de se livrer par la suite à des recherches formelles qui déboucheront sur des romans plus ambitieux. Brunner dut alterner livres ambitieux et productions alimentaires. 
Les thèmes développés dans ses romans se déroulent le plus souvent dans des univers dystopiques et cyberpunk. Invasion de la publicité, pouvoirs des médias et de la censure, pouvoir des multinationales, technologies, perte des repères des humains, profusion des armes, guerre urbaine, environnement sont des thèmes récurrents de ses romans les plus reconnus : la pollution (Le Troupeau aveugle), les violences raciales (L'Orbite déchiquetée), le péril informatique (Sur l'onde de choc) ou la surpopulation (Tous à Zanzibar). 
Il a reçu le prix Hugo et le prix British Science Fiction en 1969 et le prix Apollo en 1973 avec Tous à Zanzibar (Stand on Zanzibar), considéré aujourd'hui comme un classique du genre. L'Orbite déchiquetée (The Jagged Orbit) a reçu le prix British Science Fiction en 1970.
Il a utilisé divers pseudonymes :  K. H. Brunner, Gill Hunt (pseudonyme partagé avec E.C. Tubb et Dennis Hughes), John Loxmith, Trevor Staines, et Keith Woodcott. Il a écrit pour la collection terra Nova.
Il fut l'un des premiers à faire le « pèlerinage d'Issigeac » pour rencontrer Michel Jeury avec lequel il resta en contact par la suite.
En 1979, avec son épouse Marjorie, il fait partie des fondateurs du South Petherton folks and craft festival, un festival de musique folk organisé annuellement dans le village du Somerset où il s'était établi.
Sa santé a commencé à décliner dans les années 1980 surtout après la mort de sa femme en 1986. Il est mort à Glasgow, en Écosse, d'un accident vasculaire cérébral alors qu'il participait à la 53e convention mondiale de science-fiction.

## Œuvres

### Romans
Par ordre chronologique d'année de parution
- Au seuil de l'éternité (Threshold of Eternity, 1957/1959)
- Les Négriers du cosmos (Slavers of Space, 1960)
- Stimulus (No Future In It, 1962)
- La Conquête du chaos (To Conquer Chaos, 1964)
- L'Homme total (The whole man / Endless Shadow, 1964)
- La ville est un échiquier (The Squares of the City, 1965)
- Le Long Labeur du temps (The Long Result, 1965)
- L'Ère des miracles (The Day of the Star Cities / Age of Miracles, 1965/1973)
- Les Productions du temps (The Productions Of Time, 1967)
- À l'ouest du temps (Quicksand, 1967)
- Tous à Zanzibar (Stand on Zanzibar, 1968)
- La Planète folie (Bedlam Planet, 1968)
- Le Traqueur d'étoiles (Catch a Falling Star, 1968)
- L'Orbite déchiquetée (The Jagged Orbit, 1969)
- À perte de temps (Times Without Number, 1969)
- Double, double (Double, Double, 1969)
- Malédiction sur nous ! (A Plague on Both your Causes, 1969)
- Noire est la couleur (Black Is The Color, 1969)
- Les Chimères de l'ombre (The Gaudy Shadows, 1970)
- L'Envers du temps (The Wrong End of Time, 1971)
- Le Dramaturge ou Les Dramaturges de Yan (The Dramaturges of Yan, 1971)
- Le Passager de la nuit (The Traveller in Black, 1971)
- À l'écoute des étoiles (The Stardroppers, 1972)
- Le Troupeau aveugle (The Sheep Look Up, 1972)
- Virus (The Stone That Never Came Down, 1973)
- Les Anges de l'ombre (More Things in Heaven, 1973)
- Alertez la terre (Give Warning To the World, 1974)
- Éclipse totale (Total Eclipse, 1974)
- Polymath (Polymath, 1974)
- La Toile de l'araignée / La Tangence des parallèles (Web of Everywhere, 1974 / The Infinitive of Go, 1980)
- Sur l'onde de choc (The Shockwave Rider, 1975)
- L'Empire interstellaire (Interstellar Empire, 1976)
- Le Jeu de la possession (Players At the Game of People, 1980)
- Les Dissidents d'Azraël (Manshape, 1982)
- Le Creuset du temps (The Crucible of Time, 1983)
- The Tides of Time (1984)

### Nouvelles

#### Publication dansLe Livre d'or de la science-fiction
- D'un autre œil
- Cœlacanthe
- Puissance quatre
- Faute de temps
- Un élixir pour l'empereur
- Une passion pour les clous
- Le Frère d'Orphée
- La parole est d'argent
- Chances égales
- Cinquième commandement
- L'Âge des artères

#### Autres nouvelles
- La Substance des songes, 1983 (Such Stuff, 1962)
- Le Dernier Homme seul, 1983 (The Last Lonely Man, 1964)
- Judas, 1975 (Judas, 1967)
- Les Vitanuls, 1967 (The Vitanuls, 1967)
- Les Possédants (ou Ceux qui possèdent la terre) (The Totally Rich), 1963 (VF : 1964)